# Nave Espacial de Varginha

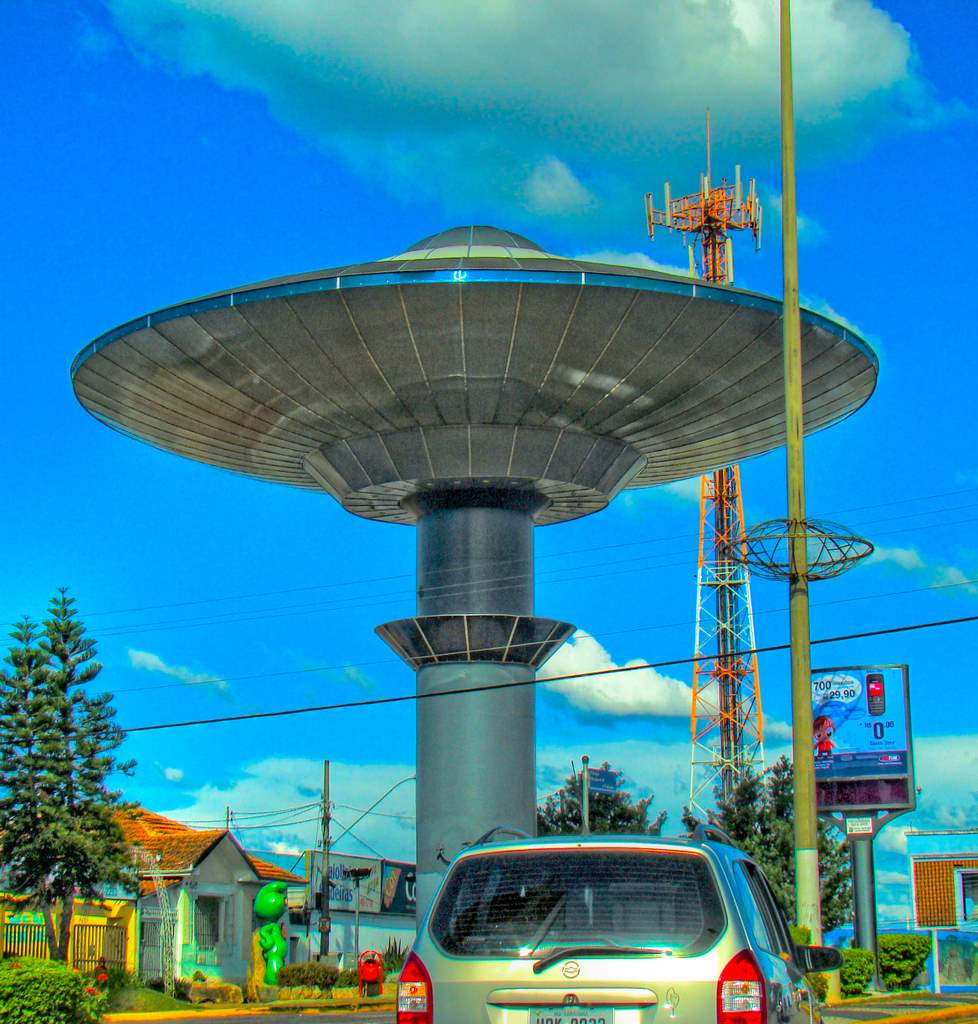
Nave Espacial de Varginha

Das Nave Espacial de Varginha (port. für „Raumschiff von Varginha“) ist ein 2001 in Varginha errichteter 20 Meter hoher Wasserturm, dessen Wasserbehälter die Gestalt einer fliegenden Untertasse hat. Das Nave Espacial de Varginha soll an eine vermeintliche UFO-Landung am 20. Januar 1996 in Varginha erinnern.